# الجاسوس الذي ورطني
الجاسوس الذي ورطني (بالإنجليزية: The Spy Who Dumped Me)‏ هو فيلم أكشن كوميدي أمريكي من إخراج سوزانا فوغل وبطولة ميلا كونيس، كيت مكينون، جستن ثيرو، سام هيوين، حسن منهاج وجيليان أندرسون، صدر الفيلم في 3 أغسطس 2018.

## روابط خارجية
- الموقع الرسمي
- الجاسوس الذي ورطني على موقع IMDb (الإنجليزية)
- الجاسوس الذي ورطني على موقع ميتاكريتيك (الإنجليزية)
- الجاسوس الذي ورطني على موقع روتن توميتوز (الإنجليزية)
- الجاسوس الذي ورطني على موقع نتفليكس (الإنجليزية)
- الجاسوس الذي ورطني على موقع قاعدة بيانات الأفلام العربية
- الجاسوس الذي ورطني على موقع ألو سيني (الفرنسية)
- الجاسوس الذي ورطني على موقع Turner Classic Movies (الإنجليزية)
- الجاسوس الذي ورطني على موقع أول موفي (الإنجليزية)
- الجاسوس الذي ورطني على موقع بوكس أوفيس موجو (الإنجليزية)
- الجاسوس الذي ورطني على موقع فيلمافينيتي (الإسبانية)